# Blaženko Lacković
Blaženko Lacković (Novi Marof, 25. prosinca 1980.), hrvatski rukometaš podrijetlom iz Novog Marofa.
Kao član Hrvatske rukometne reprezentacije 2004. dobitnik je Državne nagrade za šport "Franjo Bučar"
4 godine je igrao za varaždinski Varteks, nakon čega je 2001. prešao u metkovski Metković Jambo. Rukometni klub Zagreb je administrativnim putem osporavao taj prijelaz, tako da je Lacković sezonu 2001./2002. proveo izvan igrališta. Posljedica toga je ta da Lacković nije igrao ni u domaćim, ni u europskim natjecanjima. Arbitražna komisija HRS-a nije mu dopuštala igrati za Metković. S druge strane, HRS je istovremeno na potpuno isti način dopustio registriranje Renata Sulića za Zagreb, kad je isti namjeravao razići se sa Zametom. Sve je podsjećalo na slučaj Patrika Ćavara koji se nije htio pridružiti Zagrebu, nego je otišao u konkurentski Medveščak. Sezone 2001./2002. Metković je kolo prije kraja prvenstva osigurao naslov prvaka, no metkovskom klubu je oduzeto 6 bodova uz kaznu od 16 000 kuna, zbog toga što je Blaženko Lacković prije početka sezone 2001./2002. (koja je u trenutku odluke završavala) u jednoj prijateljskoj utakmici u Sloveniji igrao za Metkovčane. Time su Metkovčani izgubili već osvojeni naslov prvaka.
2009. godine na Svjetskom rukometnom prvenstvu u Hrvatskoj izabran je za najboljeg lijevog vanjskog igrača.
Nakon deset godina u Njemačkoj, u ljeto 2014. potpisuje za makedonski Vardar.